# Górnik Wojkowice
Górnik Wojkowice – polski klub piłkarski z siedzibą w Wojkowicach, założony w 1925. Do 2000 roku występował pod nazwą Górnik Wojkowice. W latach 20. w parku powstało pierwsze boisko. W 1923 roku powstał klub KS Huragan. W 1925 roku jego istnienie potwierdził PZPN. Klub wielokrotnie zmieniał swoje nazwy, by w 1950 roku zmienić ją na KS Górnik, a w 2000 na Milenium. Ostatecznie w 2015 roku na 90-lecie istnienia klubu przywrócono nazwę Górnik. 22 lipca 1960 roku otwarto pełno wymiarowy stadion. Wkrótce obok stadionu powstał basen z hotelem, kawiarnią, szatniami i kręgielnią. Obecnie jedynym używanym obiektem jest stadion. Pozostałe grożą zawaleniem, bądź też zostały już wyburzone. W 2013 roku utworzono szkółkę piłkarską o nazwie Akademia Sportu Wojkowice.

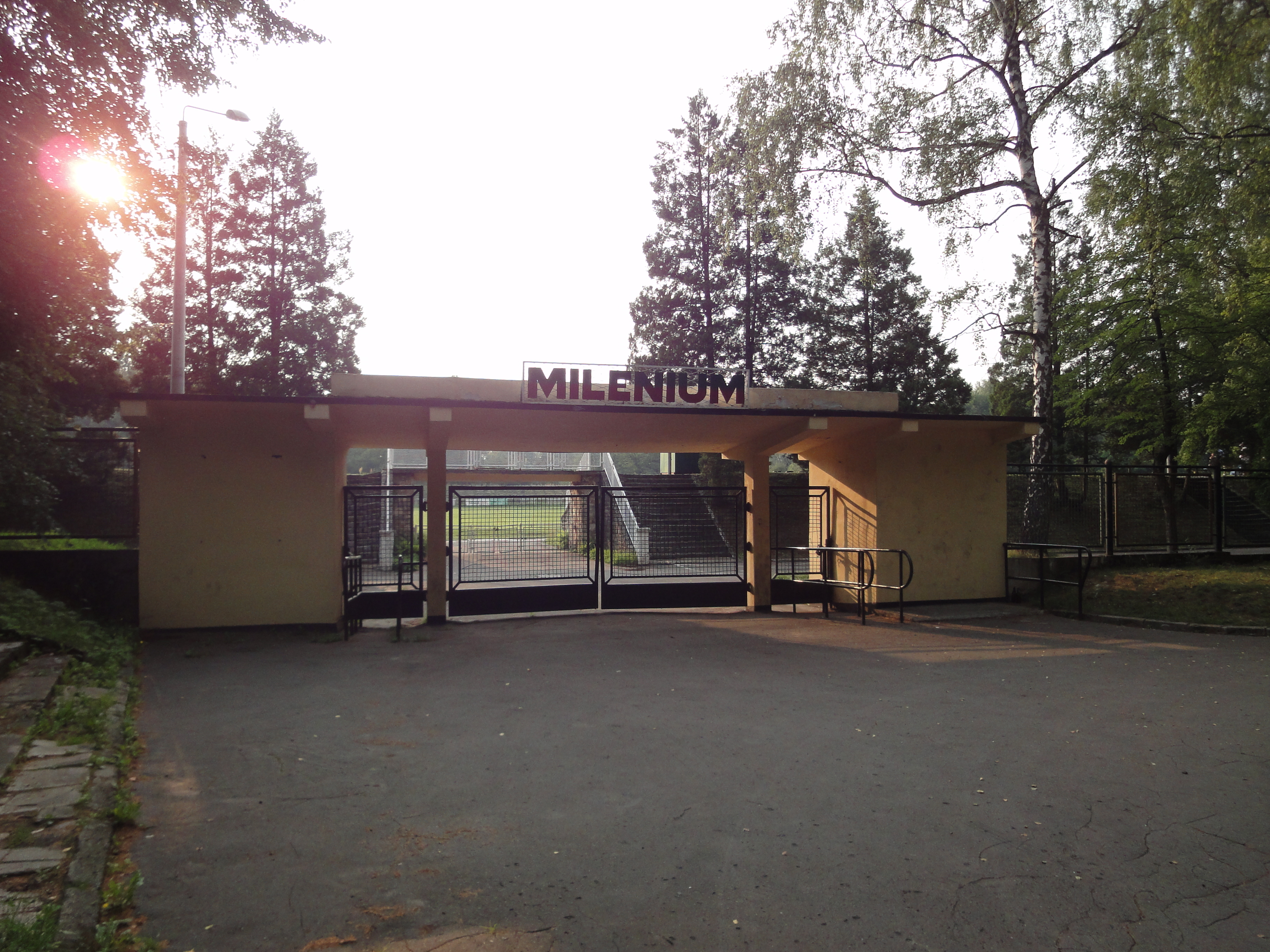
Brama prowadząca na stadion

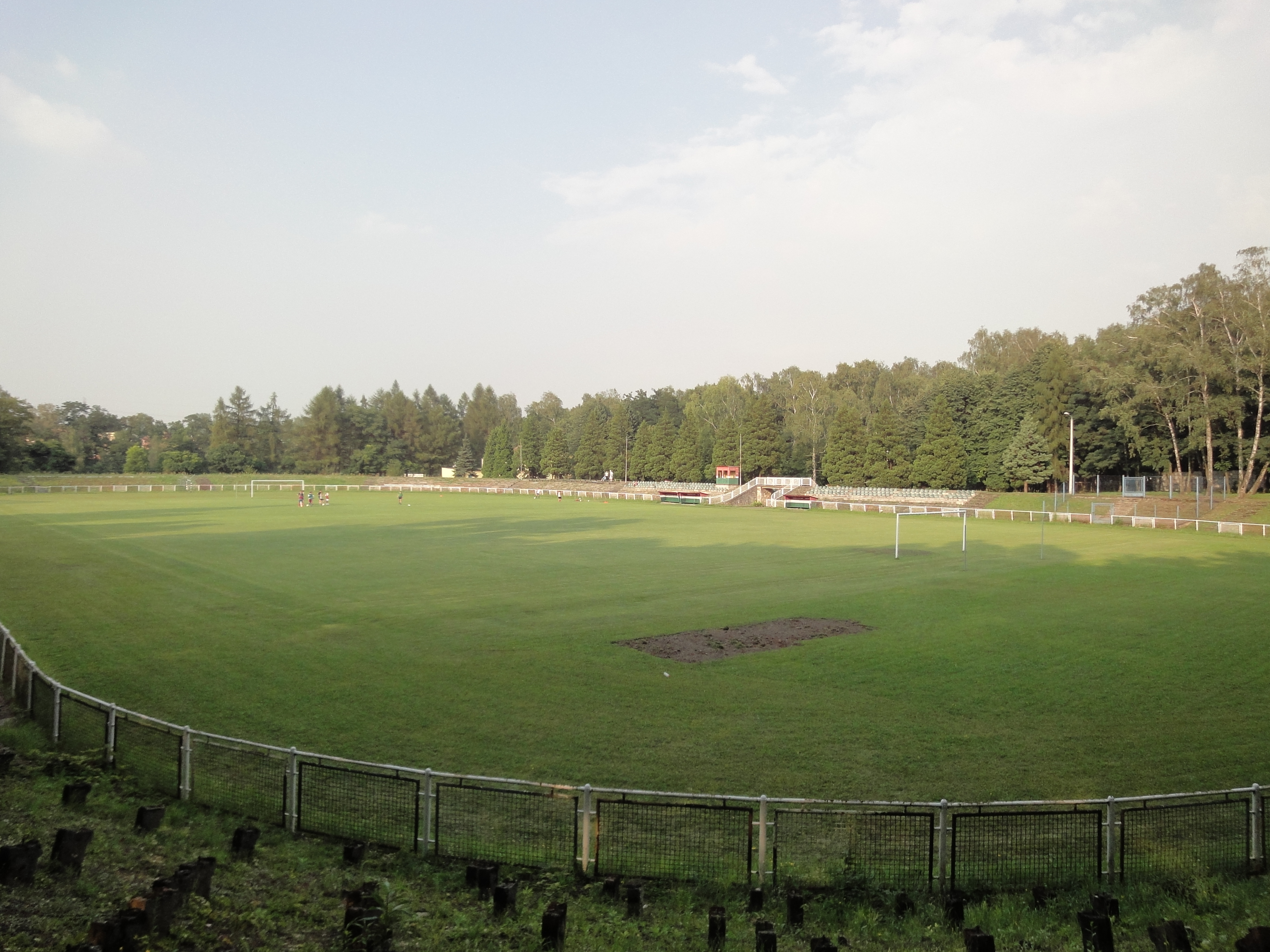
Stadion miejski

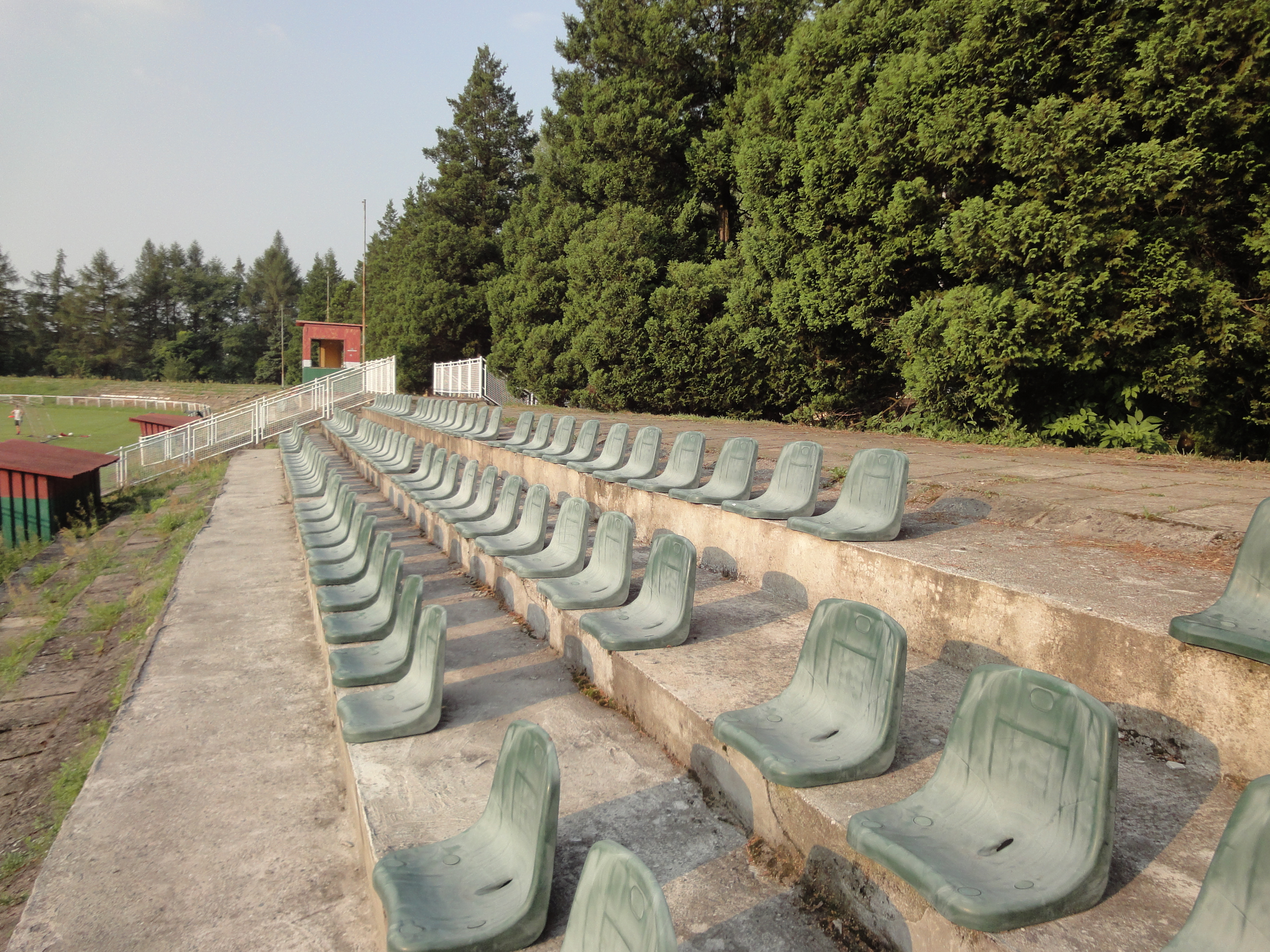
Trybuny

## Dotychczasowe nazwy
- KS Huragan Wojkowice Komorne (1925-1926)
- Wojkowicki KS (1926-1929)
- KS Saturn Wojkowice Komorne (1929-1945)
- RKS Jowisz Wojkowice Komorne (1945-1947)
- ZKS Budowlani-Jowisz Wojkowice Komorne (1947-1949)
- KS Górnik Wojkowice Komorne (1949-1962)
- KS Górnik Wojkowice (1962-2000)
- MKS Milenium Wojkowice (2000-2015)
- MKS Górnik Wojkowice (od 2015)

## Sukcesy
- 10. miejsce w II lidze – 1973/74
- 13. miejsce w II lidze – 1968/69
- 1/8 Pucharu Polski jako przedstawiciel okręgówki (IV liga) 1986[2]

## Sezon po sezonie (od sezonu 1994/95)
Źródło
| Sezon                   | Liga                             | Poziom ligowy | Miejsce w lidze | Uwagi  |
| ----------------------- | -------------------------------- | ------------- | --------------- | ------ |
| 1994/95                 | III liga grupa katowicka         | III           | 15              |        |
| 1995/96                 | III liga grupa katowicka         | III           | 9               |        |
| 1996/97                 | III liga grupa katowicka         | III           | 7               |        |
| 1997/98                 | III liga grupa katowicka         | III           | 18              | spadek |
|                         |                                  |               |                 |        |
| 2002/03                 | Klasa A grupa Sosnowiec          | VI            | 4               |        |
| 2003/04                 | Klasa A grupa Sosnowiec          | VI            | 1               | awans  |
| 2004/05                 | Liga okręgowa grupa Katowice II  | V             | 4               |        |
| 2005/06                 | Liga okręgowa grupa Katowice II  | V             | 1               | awans  |
| 2006/07                 | IV liga grupa śląska I           | IV            | 13              |        |
| 2007/08                 | IV liga grupa śląska I           | IV            | 15              | spadek |
| reorganizacja rozgrywek |                                  |               |                 |        |
| 2008/09                 | Liga okręgowa grupa Katowice II  | VI            | 6               |        |
| 2009/10                 | Liga okręgowa grupa Katowice II  | VI            | 9               |        |
| 2010/11                 | Liga okręgowa grupa Katowice II  | VI            | 14              | spadek |
| 2011/12                 | Klasa A grupa Sosnowiec          | VII           | 11              |        |
| 2012/13                 | Klasa A grupa Sosnowiec          | VII           | 7               |        |
| 2013/14                 | Klasa A grupa Sosnowiec          | VII           | 6               |        |
| 2014/15                 | Klasa A grupa Sosnowiec          | VII           | 5               |        |
| 2015/16                 | Klasa A grupa Sosnowiec          | VII           | 3               |        |
| 2016/17                 | Klasa A grupa Sosnowiec          | VII           | 1               | awans  |
| 2017/18                 | Klasa okręgowa grupa Katowice IV | VI            | 2               |        |
| 2018/19                 | Klasa okręgowa grupa Katowice IV | VI            | 5               |        |
| 2019/20                 | Klasa okręgowa grupa śląska IV   | VI            | 2               |        |
| 2020/21                 | Klasa okręgowa grupa śląska IV   | VI            | 11              |        |
| 2021/22                 | Klasa okręgowa grupa śląska IV   | VI            | 9               |        |
| 2022/23                 | Klasa okręgowa grupa śląska IV   | VI            | 8               |        |
| 2023/24                 | Klasa okręgowa grupa śląska IV   | VI            | 6               |        |
| reorganizacja rozgrywek |                                  |               |                 |        |
| 2024/25                 | Klasa okręgowa grupa śląska IV   | VII           | 3               |        |
| 2025/26                 | Klasa okręgowa grupa śląska IV   | VII           |                 |        |

## Trenerzy od 2004 roku
- Krzysztof Kowalski
- Robert Stanek
- Eugeniusz Pluta
- Grzegorz Wilczok
- Robert Stanek
- Artur Mosna
- Michał Nowak
- Artur Szymkowski
- Marian Trzeja
- Adam Bała
- Miłosz Miśkiewicz
- Adam Bała
- Maciej Strzemiński[6]
- Mateusz Mańdok[7]